# Ina Gerhein
Ina Gerhein (* 29. Oktober 1906 in München; † 11. Februar 1995 in Starnberg); bürgerlich Sabine Heinzinger war eine deutsche Opernsängerin mit den Stimmlagen Mezzosopran und Alt.

## Leben
Gerhein besuchte in München das Lyzeum. Sie studierte Gesang bei der bekannten Altistin Luise Willer in München; außerdem erhielt sie Sprech- und Darstellungsunterricht bei Georg Putscher. Ihr erstes Engagement hatte sie in der Spielzeit 1927/1928, noch als Volontärin, an der Münchner Staatsoper.
Danach folgten Engagements am Stadttheater Heilbronn, am Staatstheater Wiesbaden (1929) und an der Staatsoper Stuttgart. Von 1934 bis 1941 war sie als Erste Altistin am Stadttheater Freiburg engagiert. 1941 ging sie an die Bayerische Staatsoper; dort blieb sie bis zu ihrer Pensionierung 1967 festes Ensemblemitglied. Dort galt sie als hochgeschätzte und beim Publikum äußerst beliebte Sängerin. Über zwanzig Jahre wirkte Gerhein fast alljährlich bei den Münchner Opernfestspielen mit. Sie wurde zur Bayerischen Kammersängerin ernannt.
Gerhein sang ein breites Repertoire und verschiedene Rollenfächer, die vom Spielalt bis zum dramatischen Mezzosopran reichten. Häufig alternierte sie in verschiedenen Rollen mit ihrer Lehrerin Luise Willer. Schwerpunkte ihres Repertoires waren die Komponisten Giuseppe Verdi, Richard Wagner und Richard Strauss. Gerhein sang zu Beginn ihrer Karriere hauptsächlich die dramatischen Rollen im Mezzosopran- und Alt-Fach, so die Titelrolle in Carmen, Azucena in Der Troubadour, Brangäne in Tristan und Isolde und die Hexe in Hänsel und Gretel. Weitere wichtige Opernrollen, insbesondere im späteren Verlauf ihrer Karriere, waren die Erda in Der Ring des Nibelungen (unter anderem 1952 in den Ring-Aufführungen in München unter Hans Knappertsbusch), die Haushälterin Marzelline in Der Barbier von Sevilla, die Annina in Der Rosenkavalier, die Ludmila in Die verkaufte Braut und die Mutter Goose in The Rake’s Progress. Die Rolle der Marzelline sang sie im Dezember 1959 in der mittlerweile als legendär geltenden Aufführung im Cuvilliés-Theater, an der Seite von Erika Köth, Fritz Wunderlich und Hermann Prey. Die Aufführung wurde für das Fernsehen aufgezeichnet und später bei der Deutschen Grammophon auch auf DVD (2005) und CD veröffentlicht.
Gerhein gastierte im Verlauf ihrer Karriere unter anderem an der Staatsoper Dresden, an der Staatsoper Stuttgart und am Opernhaus in Dublin. Im September 1949 gastierte sie neben Kurt Böhme am Opernhaus Nürnberg als Annina in Der Rosenkavalier. Im Juli/August 1950 übernahm sie in zwei Festkonzerten anlässlich der 900-Jahr-Feier der Stadt Nürnberg das Alt-Solo in der IX. Symphonie von Ludwig van Beethoven. In der Spielzeit 1951/1952 gastierte an der Oper Rom (als Aufseherin in Elektra). 1953 trat sie beim Maggio Musicale Fiorentino am Teatro Comunale di Firenze auf; dort sang sie die Rolle der Magdalene in der Oper Die Meistersinger von Nürnberg. Mit dem Ensemble der Bayerischen Staatsoper trat sie auch am Teatro La Fenice in Venedig auf.
Gerhein war neben ihrer Opernkarriere auch als Konzert- und Liedsängerin tätig. Nach ihrem Rückzug von der Bühne lebte sie in Berg am Starnberger See, im Ortsteil Höhenrain. Sie starb im Februar 1995 in Starnberg im Alter von 88 Jahren und wurde in Wolfratshausen beigesetzt.

## Tondokumente
Original-Studioaufnahmen, die Gerheins Stimme auf Schallplatte dokumentieren, liegen nicht vor. Es existieren jedoch mehrere Live-Mitschnitte und Rundfunkaufnahmen, die ihre Stimme dokumentieren. Die Aufnahmen entstanden hauptsächlich in den 1950er Jahren.
In einem Aufführungsmitschnitt der Oper Palestrina singt sie die Erscheinung der Lucrezia (Prinzregententheater München 1951; Dirigent: Robert Heger). In zwei Live-Mitschnitten der Oper Der Rosenkavalier, jeweils aus München, singt sie die Rolle der Annina: Juli 1952 an der Seite von Kurt Böhme als Ochs; Dirigent: Erich Kleiber; September 1957 an der Seite von Otto Edelmann; Dirigent: Hans Knappertsbusch. Außerdem ist die Schluss-Szene des 2. Aktes in einer Einspielung mit Josef Greindl (als Ochs) erhalten (1951, Leitung: Eugen Szenkar). In einem Aufführungsmitschnitt der Bayerischen Staatsoper ist sie als Ursula in der Oper Feuersnot von Richard Strauss zu hören (München 1958; Dirigent: Rudolf Kempe).
Außerdem ist ein Rundfunkmitschnitt der RAI (September 1953; Dirigent: Robert Heger) erhalten, in dem Gerhein die Rolle der Marthe in der Oper Undine singt.
In einer Rundfunkaufnahme des Bayerischen Rundfunks sang sie die Witwe Browe in der Oper Zar und Zimmermann; die Aufnahme entstand 1956 in München unter der musikalischen Leitung von Jan Koetsier.
In einigen Wiederveröffentlichungen von Tondokumenten wird Gerhein fälschlicherweise als Ina Gerheim bezeichnet.

## Ehrungen
- 1973: Verdienstkreuz am Bande der Bundesrepublik Deutschland[9]
- 1996: Aufnahme in die Porträtgalerie des Nationaltheaters[10]